# Orgères, Orne
Orgères är en kommun i departementet Orne i regionen Normandie i nordvästra Frankrike. Kommunen ligger i kantonen Gacé som tillhör arrondissementet Argentan. År 2022 hade Orgères 182 invånare.

## Befolkningsutveckling
Antalet invånare i kommunen Orgères
| Referens: INSEE |